# Trachea lucipara
Trachea lucipara is een vlinder uit de familie van de uilen (Noctuidae). De wetenschappelijke naam van de soort is voor het eerst geldig gepubliceerd in 1929 door Wileman & West.